# Żukowice (Baja Silesia)
Żukowice (alemán: Herrndorf) es un municipio rural y una localidad del distrito de Głogów, en el voivodato de Baja Silesia (Polonia).

## Geografía
La localidad de Żukowice se encuentra en el suroeste de Polonia, a unos 7 km al oeste de Głogów, la capital del distrito, y a unos 96 al noroeste de Breslavia, la capital del voivodato. El municipio limita con otros siete —Bytom Odrzański, Gaworzyce, Głogów, Jerzmanowa, Kotla, Radwanice y Siedlisko— y tiene una superficie de 68,26 km² que abarca, además de la localidad de Żukowice, a Brzeg Głogowski, Bukwica, Czerna, Dankowice, Dobrzejowice, Domaniowice, Glinica, Kamiona, Kłoda, Kromolin, Nielubia, Słone, Szczepów y Zabłocie.

## Demografía
En 2011, según la Oficina Central de Estadística polaca, el municipio tenía una población de 3536 habitantes y una densidad poblacional de 52 hab/km².